# Julius Leithäuser
Karl Julius Leithäuser (* 11. April 1861 in Barmen, heute Wuppertal; † 10. Juni 1945 in Bad Godesberg) war ein deutscher Philologe, Schriftsteller, Namenforscher und Dialektologe.

## Leben
Leithäuser wurde am 11. April 1861 in Barmen, heute Stadtteil von Wuppertal, in ärmlichen Verhältnissen geboren. Nach dem Besuch der Oberrealschule in Barmen begann er 1881 ein Studium der Philologie in Halle (Saale), nach dessen Abschluss er ab 1885 als Hilfslehrer in seiner Geburtsstadt Barmen tätig war. 1887 erfolgte der Wechsel als Lehrer zum Barmer Realgymnasium.
Bereits 1891 erschien seine erste Veröffentlichung über das Thema Gallicismen in niederrheinischen Mundarten. Nach seiner Heirat mit Elise Wirminghaus 1891 veröffentlichte er zahlreiche Werke zur bergischen Ortsnamenkunde, zur Geschichte des Wuppertals und auch zur Geschichte seines Realgymnasiums. Weite Beachtung fanden seine Werke über und in bergischen Mundarten, die er ab 1910 größtenteils unter dem Pseudonym J.L. Gemarker veröffentlichte.
1923 erhielt er die Ehrendoktorwürde der Universität zu Köln. 1925 wurde er zum Ehrenmitglied des Bergischen Geschichtsvereins ernannt. Im gleichen Jahr quittierte er aufgrund einer chronischen Atemwegserkrankung den Schuldienst und unterrichtete bis 1937 das Fach „Bergische Mundart“. 1937 verstarb seine Frau.
Bei dem Luftangriff auf Barmen 1943 verlor er mit seinem Wohnhaus seine gesamten Unterlagen. Am 11. September des gleichen Jahren zog er nach Bad Godesberg um, wo er im Alter von 84 Jahren verstarb.

## Veröffentlichungen
Als Julius Leithäuser:
- 1891: Gallicismen in niederrheinischen Mundarten. (Beilage zum Jahresbericht des Realgymnasiums in Barmen) (Digitalisat)
- 1896: Verzeichnis der Lehrerbibliothek des Realgymnasiums zu Barmen.
- 1896: Die ältesten Wuppertaler Vornamen.
- 1901: Bergische Ortsnamen: Das Gelände, die Gewässer, die Gewächse
- 1903: Geschichte des Realgymnasiums in Barmen, 1823 bis 1903.
- 1906: Volkskundliches aus dem Bergischen Lande.
- 1906–1907: Tiernamen im bergischen Volksmunde. Teil 1 – So’ Beester ! und Teil 2: Lewenskameröt (Digitalisat)
- 1908: Barmer Familiennamen. In: Sprachliche und kulturgeschichtliche Skizzen: Zur Jahrhundertfeier von Barmen
- 1909: Schriftsprache und Mundart im Bergischen Lande.
- 1910: Elberfelder Flurnamen. In: Zeitschrift des Bergischen Geschichtsvereins. Bd. 43

Ab 1910 überwiegend als J.L. Gemarker
- 1910: Wichelkus' Käpp. Band 1: En Barmer Jongesgeschichte.
- 1912: Wichelkus' Käpp. Band 2: Stadtossen: En Barmer Jongesgeschichte.
- 1912: Wichelkus' Käpp. Band 3: Baaskääls: En Barmer Jongesgeschichte.
- 1912: Bergische Pflanzennamen. (Digitalisat)
- 1913: Allerhangk Fazüner: Komödien, Schwänklein und Lebensläufe.
- 1913: Famillege Wichelkus. Band 1.
- 1914: Famillege Wichelkus. Band 2.
- 1914: Famillege Wichelkus. Band 3.
- 1914–1922: Volks- und Heimatkunde des Wupperlandes.
- 1914–1922: Hubbelspön.
- 1914–1922: Nachträge zum Barmer Wörterbuch.
- 1922: Olt-Wopperdal – En Barmer Chruanik.
- 1923: Plattdeutsch auf unsren höheren Schulen – Festschrift zur Hundertjahrfeier des Realgymnasiums.
- 1926: Spassige Knäpper: Komödien, Schwänklein und Lebensläufe.
- 1927: Volks- und Heimatkunde des Wupperlandes: Die Entwicklung der Wuppertaler Textilindustrie im 16., 17. und 18. Jahrhundert.
- 1929: Wörterbuch der Barmer Mundart: nebst einem Abriß der Sprachlehre.
- 1930: Lenz on Äänz.
- 1930: 32 Stammtafeln der Familie Wirminghaus.
- 1931: Im Abendrot: Lebenserinnerungen. (Ausführliche Berichte über die Erlebnisse eines Daheimgebliebenen im Ersten Weltkrieg)
- 1933: Ut Olle Tieden: En Wopperdaler Chruanik
- 1933: Hubbelspön
- 1936: En Nuat on Duad: Kreegserennerongen.
- 1936: Nachträge zum „Barmer Wörterbuch“.
- 1937: Ein Frauenleben: Eine kleine Erinnerungsschrift, seiner verstorbenen Frau gewidmet.
- 1938: Pottgeschräbbels.
- 1940: Feldblömkes: Ledsches on Rimkes.
- 1940: Feldgrau: Kriegsbüchlein.
- 1940: En Nuat on Duad: Kriegsbüchlein.
- 1941: Ein Vermächtnis. (zu seinem 80. Geburtstag)